# ТЕС Мерса-Матрух

ТЕС Матрух (араб. محطة مطروح البخارية) — теплова електростанція на північному заході Єгипту, розташована за 15 кілометрів від Мерса-Матруха на узбережжі Середземного моря. Була збудовна у Японії у 1989 році та доправлена морем до Єгипту.
В 1990 році на майданчику станції стали до ладу дві парові турбіни потужністю по 30 МВт.
В 2017 році було анонсовано будівництво додаткових блоків які збільшать загальну потужність станції до 100 МВт.
Спорудження станції було пов'язане із бажанням використати асоційований газ, який отримували при розробці нафтових родовищ ліцензійного блоку Хальда, при цьому для подачі палива проклали газопровід Салам – Мерса-Матрух. Як резервне паливо котли ТЕС можуть використовувати нафтопродукти. Система охолодження станції використовує морську воду.